# Evolución de la comprensión del fenómeno de la sobreproducción en la obra de Karl Marx

## Antes del Manifiesto Comunista

### La situación de la clase obrera en Inglaterra
El 25 de diciembre de 1842 se publicó un artículo escrito por Friedrich Engels, denominado: “La situación de la clase obrera en Inglaterra”, en el que afirmaba que la expansión de los mercados exteriores juega un papel importante en el flujo de la producción industrial inglesa.
Posteriormente, Engels ampliaría el estudio que derivó en el referido artículo para dar como resultado la publicación, en 1845, de un libro, con el mismo título. En este trabajo, Engels describe situaciones que conducen a la saturación de los mercados. Según él, inicialmente, estas crisis se circunscribieron a algunas ramas de la actividad económica, pero a medida que la centralización del capital se generalizó en todas las ramas, estas crisis parciales se convirtieron en crisis recurrentes:

Estas crisis reaparecen cada cinco años después de un breve período de prosperidad; el mercado interior, como los mercados exteriores, está saturado de productos ingleses, que no se pueden absorber sino muy lentamente; el movimiento industrial se estanca en casi todas las ramas.
Friedrich Engels

En ese momento, Engels creía que una de las causas de las "crisis de sobreproducción" era el desconocimiento que tenían los capitalistas de la cantidad de mercancías (de un determinado tipo) que el conjunto de mercados podía absorber y, también, la cantidad de tales mercancías que serían ofrecidos por el conjunto de productores y, en este contexto, menciona el "carácter no planificado de la producción mercantil capitalista".
Antes de eso, Engels ya había afirmado en su obra: "Esbozo de crítica de la economía política", publicada en febrero de 1844, que la producción para el mercado no es una producción consciente, basada en el conocimiento de las necesidades de consumo, sino, por el contrario, basada en la competencia entre capitales que se comportan independientemente unos de los otros.

### Filosofía de la Miseria
En 1846, el socialista utópico Pierre-Joseph Proudhon, escribió "Sistema de contradicciones económicas o Filosofía de la Miseria", donde expresó que creía que los males del capitalismo provenían del hecho de que la relación entre capitalistas y trabajadores implicaba un intercambio desigual: los salarios no podían comprar todo el producto de su trabajo. Si, por el contrario, la sociedad estuviera organizada en base al intercambio regulado por el valor trabajo de las mercancías, nunca habría exceso de producción y crisis, ya que el productor estaría en posesión de lo que produjo en proporción exacta a las necesidades que lo indujeron a hacerlo.

### Trabajo asalariado y capital
Trabajo asalariado y capital fue una obra publicada a partir de transcripciones de conferencias dadas por Marx en 1847 a los trabajadores del Club de Trabajadores Alemanes en Bruselas. La publicación de estas transcripciones se inició en abril de 1849 en la Nueva Gaceta Renana, sin embargo, en mayo de ese mismo año, el referido diario fue clausurado.
En esta obra, Karl Marx argumentó que las ventajas obtenidas por métodos de producción que permiten a un determinado empresario operar con un mayor margen de ganancia son, tarde o temprano, eliminadas por la competencia, hecho que impone nuevamente la búsqueda de nuevos métodos capaces de traer ventajas comparativas al capitalista individual.
El uso de medios de producción cada vez más desarrollados y en escala creciente se apoya en el uso del crédito y provoca crisis cada vez más "más frecuentes y más violentas", a medida que aumenta la producción y se saturan mercados aún inexplorados. El análisis sugiere la expansión del capital desde el centro hacia la periferia, incorporando regiones que aún no han sido integradas y disminuyendo así los espacios para futuras expansiones, de modo que, en términos de capacidad productiva, los mercados externos se vuelven cada vez más restringidos.
En este primer período, que se prolongó hasta la publicación del Manifiesto del Partido Comunista, el análisis de las crisis de sobreproducción se centró en dos aspectos fundamentales: por un lado, la contradicción entre las fuerzas productivas y las relaciones de producción desde cuya producción de medios de consumo supera sistemáticamente la demanda "interna" de capital y, por otra parte, la necesidad de mercados externos en continua expansión.
En otras palabras: la crisis se origina en que la producción crece por encima de la capacidad de consumo, dadas las relaciones de producción basadas en el trabajo asalariado, por lo que los mercados externos se presentan como condición para resolver la contradicción, pero al mismo tiempo, reajustar la contradicción en forma permanente y en escala creciente a medida que los mercados mundiales se agotan progresivamente.
El hecho de que la contradicción entre fuerzas productivas y relaciones de producción requiera la expansión de los mercados mundiales hace que las crisis se manifiesten como crisis mundiales. Estos mercados externos sirven para absorber algunos productos específicos, razón por la cual la crisis de sobreproducción general se inicia en algunas ramas líderes y se irradia al conjunto de la economía solo después de haber afectado a las ramas exportadoras, fenómeno que será explorado con más detalle en Teorías sobre la plusvalía.

## Manifiesto del Partido Comunista
En el Manifiesto del Partido Comunista, publicado a fines de febrero de 1848, Marx describió las crisis de sobreproducción como: "resultado del enfrentamiento de las fuerzas productivas con las relaciones de producción que ya se manifestaban como obstáculos al curso de desarrollo de esas fuerzas productivas. Es en este contexto que Marx dice que "durante varias décadas la historia de la industria y el comercio no ha sido más que la historia de la rebelión de las fuerzas productivas modernas contra las relaciones de propiedad que son las condiciones de existencia de la burguesía y de su dominio”, añade que “en estas crisis se desata una epidemia que en cualquier otro momento parecería absurda: la epidemia de la superproducción”.

Pues bien: ante nuestros ojos se desarrolla hoy un espectáculo semejante. Las condiciones de producción y de cambio de la burguesía, el régimen burgués de la propiedad, la moderna sociedad burguesa, que ha sabido hacer brotar como por encanto tan fabulosos medios de producción y de transporte, recuerda al brujo impotente para dominar los espíritus subterráneos que conjuró. Desde hace varias décadas, la historia de la industria y del comercio no es más que la historia de las modernas fuerzas productivas que se rebelan contra el régimen vigente de producción, contra el régimen de la propiedad, donde residen las condiciones de vida y de predominio político de la burguesía. Basta mencionar las crisis comerciales, cuya periódica reiteración supone un peligro cada vez mayor para la existencia de la sociedad burguesa toda. Las crisis comerciales, además de destruir una gran parte de los productos elaborados, aniquilan una parte considerable de las fuerzas productivas existentes. En esas crisis se desata una epidemia social que a cualquiera de las épocas anteriores hubiera parecido absurda e inconcebible: la epidemia de la superproducción. La sociedad se ve retrotraída repentinamente a un estado de barbarie momentánea; se diría que una plaga de hambre o una gran guerra aniquiladora la han dejado esquilmado, sin recursos para subsistir; la industria, el comercio están a punto de perecer. ¿Y todo por qué? Porque la sociedad posee demasiada civilización, demasiados recursos, demasiada industria, demasiado comercio. Las fuerzas productivas de que dispone no sirven ya para fomentar el régimen burgués de la propiedad; son ya demasiado poderosas para servir a este régimen, que embaraza su desarrollo. Y tan pronto como logran vencer este obstáculo, siembran el desorden en la sociedad burguesa, amenazan dar al traste con el régimen burgués de la propiedad. Las condiciones sociales burguesas resultan ya demasiado angostas para abarcar la riqueza por ellas engendrada. ¿Cómo se sobrepone a las crisis la burguesía? De dos maneras: destruyendo violentamente una gran masa de fuerzas productivas y conquistándose nuevos mercados, a la par que procurando explotar más concienzudamente los mercados antiguos. Es decir, que remedia unas crisis preparando otras más extensas e imponentes y mutilando los medios de que dispone para precaverlas.
Karl Marx

En ese momento, Marx identificó la sobreproducción con el subconsumo y destacó la necesidad de conquistar nuevos mercados como método para superar la crisis.

## Después del Manifiesto Comunista
En un artículo publicado a mediados de la década de 1850, na Nueva Gaceta Renana. Revista político-económica, Marx y Engels combatieron las "visiones superficiales" que señalaban a la "especulación" como las causas de las crisis económicas.

La especulación ocurre regularmente en períodos en que la sobreproducción ya está en plena vigencia. Proporciona los canales a través de los cuales la sobreproducción puede ser absorbida temporalmente, [...]. La crisis estalla primero en la esfera de la especulación y sólo después alcanza la esfera de la producción. De ahí que no sea la superproducción la que parece ser la causa de las crisis de las visiones superficiales. La subsiguiente dislocación de la producción no parece ser la consecuencia necesaria de la exuberancia anterior, sino simplemente las consecuencias del colapso de la especulación.
Marx y Engels

Esta comprensión de la fase especulativa como antesala de la propia crisis económica se mantendrá cuando se describa el fenómeno de las crisis en las sociedades capitalistas en "El capital", donde resultará de la elasticidad que otorga el crédito a la acumulación de capital, hecho que resulta en la ruptura del equilibrio entre oferta y demanda y la consiguiente subida de precios, base de la fase especulativa.

### Manuscrito Reflexiones
En 1851, Marx, en el manuscrito Reflexiones, argumentó que la imposibilidad de sobreproducción defendida por los economistas ortodoxos estaría basada únicamente en el análisis de las transacciones entre industriales y comerciantes. Sin embargo, todas las crisis demuestran que las transacciones entre industriales y comerciantes están fuertemente determinadas por transacciones potenciales y reales entre minoristas y consumidores, por lo que se manifestarían crisis de sobreproducción, en primer plano, en las transacciones entre minoristas y consumidores, cuando la oferta de productos superó la limitada capacidad de consumo de los trabajadores (sobreproducción), quienes sólo pueden consumir de lo que pagan los capitalistas (salarios).
A continuación, Marx pondera que la sobreproducción es "corregida" por la sofisticación del consumo de las clases propietarias, creando otras fuentes de demanda, independientes del consumo de los trabajadores.
De esta forma, yuxtapuestas a visiones subconsumistas, comenzaron a surgir importantes consideraciones sobre posibles fuentes de demanda suplementaria a la proporcionada por los salarios de los trabajadores.
En ese momento, la opinión predominante era que la sobreproducción era el resultado de un aumento de la oferta más allá de la capacidad de consumo de la sociedad en condiciones de disminución del poder adquisitivo de la clase asalariada, que era la principal responsable de la demanda de los consumidores.
En el capítulo sobre "Maquinaria y gran industria", Marx describe la absorción de mujeres y niños en la producción fabril, hecho que provocó una reducción considerable de los salarios.
En artículos publicados en 1853, en el New York Daily Tribune, Marx defendía la tesis de que: la antesala de las crisis de sobreproducción sería la rápida acumulación de capital en relación con la capacidad de los mercados, en línea con la noción que Marx elaboraría más tarde de que el crecimiento de la producción requiere una unidad con el crecimiento del mercado. Sin embargo, como esta unidad es externa, sólo puede ser establecida por las crisis de sobreproducción como una forma de reequilibrar la dimensión de la producción con la del mercado.

### Los Grundrisse
Entre el otoño de 1857 y mayo de 1858, Marx escribió en Londres Los Grundrisse, donde describía la predisposición del capital a las crisis de sobreproducción como resultado de la tensión entre los límites a la expansión del capital y la indiferencia del capital capital a estos límites.
En este escrito, Marx argumenta que las crisis de sobreproducción resultan de la expansión desproporcionada del empleo de capital para la producción de productos cuya absorción por los mercados está limitada por una capacidad de consumo restringida.
En otras palabras: la contradicción entre valor de cambio y valor de uso en el capital no resultaría de la posible disyunción entre compra y venta, sino de la disyunción entre la finalidad de valoración ilimitada frente al carácter necesariamente limitado de la capacidad de consumo.
Este choque entre infinito y finito representa la separación de la metamorfosis del capital entre producción y circulación. La producción de valor tiene lugar como un proceso interno del capital (transacciones entre capitalistas), mientras que la realización de este valor en dinero depende de la absorción del producto por el mercado.
Este choque que emana de la contradicción entre el objetivo del capital, que es la valorización, y su realización, que depende de la socialización del valor de uso a través de las ventas, adquiere una dimensión concreta en las relaciones de producción capitalistas, en las que el trabajo necesario se presenta como el límite del valor de cambio de la fuerza de trabajo y, por tanto, como límite a la capacidad de consumo.
La contradicción general de la mercancía gana en el capital una contradicción que proviene de la naturaleza de las relaciones de producción cuyo fundamento es la apropiación del excedente de trabajo. Esta contradicción se presenta como el primer límite a la producción inherente al propio capital.
El primer límite, entonces, es el trabajo necesario como límite al poder adquisitivo de los trabajadores. La determinación de los salarios como equivalente monetario del tiempo de trabajo necesario implica una demanda de medios de consumo compatibles con la mera subsistencia. Pero el capitalismo obviamente no produce para la subsistencia de los trabajadores, sino para su autovalorización que se origina en el tiempo de trabajo excedente. Es en relación con esto último que la demanda de los trabajadores se torna insuficiente.
En el proceso inmediato de producción, la expansión del capital está limitada por la productividad del trabajo, es decir, por la parte de la jornada laboral que es absorbida por los salarios. El aumento de la productividad es, por tanto, una búsqueda continua de formas de reducir el tiempo de trabajo necesario, esa parte del día en que la fuerza de trabajo trabaja para sí misma y produce un valor equivalente al salario que recibe.
Esta búsqueda continua de medios de producción capaces de elevar la productividad del trabajo conduce a un aumento continuo de la masa de valores de uso vertidos en el mercado, al mismo tiempo que restringe la capacidad de consumo de las masas en relación con esa masa de productos.
Por lo tanto, la necesidad de fuentes suplementarias de demanda para realizar el valor del producto excedente crece continuamente. El capital crea una barrera para la realización del valor del producto excedente, ya que este depende de una demanda externa al poder de consumo de los trabajadores. “Si la demanda externa a la demanda de los trabajadores desaparece o disminuye, entonces se produce el colapso”. Esto quiere decir que el exceso de oferta por encima de la capacidad adquisitiva de los trabajadores consiste en medios de consumo, concepción que comienza a ser superada con la crítica a la teoría del valor de Proudhon sobre la que construyó su concepción de la crisis.
Es decir, la razón de las crisis de sobreproducción no es la limitada capacidad de consumo de los trabajadores, sino la tendencia del capital a producir más allá de la proporción adecuada para permitir la venta de la totalidad del producto. Sin embargo, se mantiene el concepto de que la crisis ocurre en el mercado de medios de consumo y que los medios de producción son solo intermediarios en la producción de medios de consumo, un remanente de la visión subconsumista. A pesar de haber cambiado el lado de la balanza responsable del desequilibrio - demasiada producción y no muy poco consumo -, Marx todavía concibe la economía como guiada por la producción de medios de consumo y la crisis como resultado de la producción de medios de consumo excediendo la proporción adecuada a la realización de la totalidad del producto.
Marx afirma de manera aún genérica que la causa de la crisis no es el carácter restringido de la demanda de los trabajadores y capitalistas, sino que la producción es demasiado grande para los fines de la valorización.
Marx afirma de manera aún genérica que la causa de la crisis no es el carácter restringido de la demanda de los trabajadores y capitalistas, sino que la producción es demasiado grande para los fines de la valorización.
Finalmente, Marx se refiere a la caída de la tasa de ganancia como la causa de las crisis, pero sus conclusiones tienen un carácter general no muy diferente de la forma de argumentación presente en el Manifiesto Comunista: "el aumento de las fuerzas productivas se vuelve incompatible con la relaciones sociales de producción basadas en la apropiación privada de las ganancias. Estos están restringidos por la propia evolución de la productividad del trabajo impulsada por el capital: el capital se presenta como una contradicción entre las fuerzas productivas y las relaciones de producción en forma de crisis". Sin embargo, no se aborda explícitamente el vínculo causal entre la caída de la rentabilidad y la crisis.

### Teorías de la plusvalía
Entre enero de 1862 y julio de 1863, Marx escribió un manuscrito que luego sería publicado como: Teorías sobre la plusvalía. Esta obra formaba parte de un conjunto más amplio, que luego se conocería como Manuscritos económicos (1861-1863), que sería la continuación inmediata de la primera parte de Una contribución a la crítica de la economía política, publicada en 1859.
En esta obra, Marx se opone a David Ricardo ya todas las escuelas de pensamiento económico para las que las crisis generales de sobreproducción eran imposibles.
En primer lugar, Marx desarrolla la teoría de la posibilidad de crisis a partir del análisis de lo que denomina la metamorfosis de la mercancía: el proceso de transformación del producto de un trabajo en producto de otro trabajo a través de la compraventa. Mientras los clásicos veían en esta metamorfosis solo un trueque mediado por el dinero, Marx argumenta que la transformación de la mercancía en dinero no necesariamente resulta en su transformación inmediata en otra mercancía, hecho que explicaría la posibilidad de crisis.
Esto se debe a que, el hecho de que la transformación de la mercancía en dinero no necesariamente resulte en su transformación inmediata en otra mercancía, resulta en la posibilidad de que se interrumpa la interconexión entre los capitales. Estas interrupciones tienden a ser más severas en situaciones donde los ciclos de realización de capital son más largos y, en consecuencia, la demanda de crédito es mayor. La ruptura de las interconexiones puede dar lugar a crisis crediticias que se traducen en un aumento abrupto de la demanda de dinero, ruptura de las instituciones bancarias y rupturas generalizadas en las cadenas de pago.
Luego de criticar, a nivel teórico, la imposibilidad de la sobreproducción general, Marx comienza a especular sobre las condiciones concretas en las que puede ocurrir y, en este sentido, argumenta que para que la sobreproducción sea general, basta con que haya sobreproducción en algunos de las ramas más importantes de la actividad económica, con, sin embargo, diferentes niveles de crisis en las distintas ramas de la actividad económica.
El análisis se aleja de la función del dinero como medio de pago para centrarse en la influencia que tiene en la cadena de suministro la crisis de sobreproducción en una rama central de la economía.
En ese momento, la visión de Marx aún incluía la caracterización de la existencia de un crecimiento por encima de la capacidad de absorción de los mercados disponibles que llevaría a la necesidad de expansión de los mercados mundiales.

## El Capital
En los volúmenes II y III de "El Capital", Marx presenta la teoría de la sobreproducción como una teoría de la sobreacumulación de capital productivo a través de la intervención del crédito.
En esta etapa, Marx reflexiona mejor sobre la "fase especulativa", que había mencionado en trabajos anteriores como: la fase que precede a las propias crisis de sobreproducción. Esto fue posible porque Marx desarrolló teorías sobre la reproducción del capital y el sistema crediticio que permitieron una explicación orgánica a la recurrente aparición de crisis de sobreproducción.

### Reflexiones sobre la fase especulativa
Marx sostiene que: la base del sistema crediticio es la formación de fondos monetarios a partir de parte de la plusvalía y los valores necesarios para la reposición y mantenimiento del capital fijo (depreciación) formado en el sistema de reproducción del capital. Dichos fondos son capitales que abandonan temporalmente funciones activas dentro del circuito del capital industrial para convertirse en capitales que devengan intereses.
Dichos fondos monetarios forman parte de la riqueza que se atesoraba en forma de capital dinerario para, en principio, compensar la depreciación y, en su momento, posibilitar la expansión del capital productivo. En este contexto, debe haber un equilibrio entre la formación de fondos ociosos y la activación de estos fondos para: mantener, reponer y/o expandir el capital productivo.
Sin embargo, la fase de aceleración de la acumulación de capital (fase especulativa) conduce a una ruptura de este equilibrio, ya que, en esta fase, se produce un aumento en la tasa de ganancia de ciertas ramas de la economía mientras que la tasa de interés todavía se mantiene alrededor de su promedio nivel.
Este fenómeno incita al capital a anticipar sus inversiones antes de haber acumulado suficientes fondos monetarios propios y, por lo tanto, un mayor número de capitalistas busca los créditos bancarios como medio para transformar los fondos monetarios en capital productivo (apalancamiento).
En este contexto, los bancos acomodan, hasta el límite de sus posibilidades, el aumento de la demanda de crédito de los capitalistas. De esta forma, no solo las empresas aumentan la relación deuda-capital, sino que los bancos también elevan los límites de préstamo en relación con el volumen de depósitos, lo que lleva a la reducción de las reservas bancarias a un mínimo absoluto.
De esta forma, se rompe el equilibrio entre los capitalistas ahorradores y los capitalistas que toman préstamos para invertir en la producción o circulación de productos. Esta disrupción se deriva del atractivo de anticipar las inversiones.
Además, la carrera de los capitalistas por los recursos para aumentar el capital productivo hace que la demanda de medios de producción supere la oferta, lo que provoca un aumento de los precios de los medios de producción. Pero el proceso no se interrumpe en este momento, ya que el aumento de los precios de los medios de producción aumenta, aún más, la demanda de créditos.
Este auge especulativo continúa, al punto que la percepción de riesgo de impago de los créditos otorgados interrumpe el otorgamiento de créditos y los acreedores comienzan a exigir el pago de las deudas en efectivo, lo que genera impagos que tienden a extenderse a lo largo de la cadena de pago, generando una crisis financiera generalizada.
Con el fin del auge especulativo, la expectativa de precios en la que se basaban las inversiones especulativas no se materializó en la medida compatible con el aumento de las tasas de interés. En este contexto, el colapso de algunas empresas especulativas puso fin a la marcha alcista de los precios y abrió un período de liquidación de acciones especulativas. Los precios del mercado colapsan, iniciando un proceso deflacionario que conduce a una depresión generalizada.